# Fumay
 Fumay  es una población y comuna francesa, en la región de Champaña-Ardenas, departamento de Ardenas, en el distrito de Charleville-Mézières y cantón de Fumay.

## Historia
Población de los Países Bajos Españoles y luego austriacos, en 1769 junto con Fépin y Revin fueron cedidos a Francia.

## Demografía
| 6185 | 6426 | 6147 | 5782 | 5363 | 4667 |
| Para los censos de 1962 a 1999 la población legal corresponde a la población sin duplicidades (Fuente: INSEE [Consultar]) |      |      |      |      |      |